# Av Zamani
Pour plus de détails, voir Fiche technique et Distribution.
Av Zamani est un film turc réalisé par Erden Kıral, sorti en 1988.

## Synopsis
Le film a pour thème le coup d'État de 1980 en Turquie.

## Fiche technique
- Titre : Av Zamani
- Réalisation : Erden Kıral
- Scénario : Ferit Edgü
- Musique : Sarper Özsan
- Photographie : Kenan Ormanlar
- Montage : Nevzat Disiaçik
- Production : Kadri Yurdatap
- Société de production : Mine Film Istanbul
- Pays :  Turquie
- Genre : Drame
- Durée : 96 minutes
- Dates de sortie : 
  -  Allemagne de l'Ouest : 15 février 1988 (Berlinale)

## Distribution
- Aytaç Arman : l'écrivain
- Serif Sezer : la femme de ménage
- Zihni Küçümen : Ali
- Nüvit Özdogru : la victime
- Dilaver Uyanik : le pêcheur

## Distinctions
Le film a été présenté en sélection officielle en compétition lors de Berlinale 1988.